# Lim Kek-tjiang
Lim Kek-tjiang, (chinesisch 林克昌, Pinyin Lín Kèchāng, * 21. März 1928 auf Borneo, Indonesien; † 15. Juni 2017 in Melbourne, Australien) war ein chinesisch-indonesischer Violinist und Dirigent, Bruder von Lim Kek-beng, Cellist, Lim Kek-han und Lim Kek-tin (beide Violinisten).

## Leben
Er studierte mit seinen drei Brüdern u. a. am Conservatorium van Amsterdam sowie dem Conservatoire de Paris und galt als einer der bekanntesten und angesehensten Dirigenten seines Landes. Lim Kek-tjiang war Professor für Violine an der führenden Musikhochschule in Peking sowie Chefdirigent des Pekinger Radio Symphony Orchestra und zog nach seiner Zeit in China mit div. Tourneen nach Hongkong. Er war Direktor des Hong Kong Philharmonic Orchestra sowie von 2002 bis 2004 erster Direktor und Dirigent des taiwanischen Evergreen Symphony Orchestra. Weiterhin veröffentlichte er zahlreiche Tonträger mit seinen Einspielungen.